# ジュッジャネッロ
ジュッジャネッロ（イタリア語: Giuggianello）は、イタリア共和国プッリャ州レッチェ県にある、人口約1,200人の基礎自治体（コムーネ）。

## 地理

### 位置・広がり

#### 隣接コムーネ
隣接するコムーネは以下の通り。
- ジュルディニャーノ
- ミネルヴィーノ・ディ・レッチェ
- ムーロ・レッチェーゼ
- パルマリッジ
- ポッジャルド
- サナーリカ